# Lokes vad
Lokes vad är en form av logiskt felslut. Det är det orimliga hävdandet av att ett koncept inte kan bli definierat, och kan därför heller inte diskuteras. Loke är en trickster i nordisk mytologi, som enligt legenden, slog vad med några dvärgar. Det var överenskommet att priset, om Loke förlorade, skulle vara hans huvud. Loke förlorade vadet, och i sinom tid kom dvärgarna för att hämta huvudet, som enligt rätt var deras.
Loke hade inget problem med det, men han insisterade att de hade absolut ingen rätt att ta någon som helst del av hans hals. Alla inblandade diskuterade frågan. Vissa delar var helt klart huvud och andra helt klart nacke, men de kunde inte komma överens var det ena slutade och den andra började. Resultatet blev att Loke fick behålla sitt huvud, men fick sina läppar hopsydda då de helt klart tillhörde huvudet, alltså hade dvärgarna rätt till dem. Felaktighetens fokus på överspecificering gör att det på vissa sätt blir motsatsen av hastigt generaliserande och kan vara räknas som en extrem form av dubbeltydighet.